# Mairie du 15e arrondissement de Paris

Logo de la mairie du de Paris.

La mairie du 15e arrondissement de Paris est le bâtiment qui héberge les services municipaux du 15e arrondissement de Paris, en France.

## Situation et accès
La mairie du 15e arrondissement est située 31 rue Péclet.
Devant la façade de la mairie, une statue en bronze par Antoine Bourdelle représente le sculpteur Jean-Baptiste Carpeaux.

## Historique

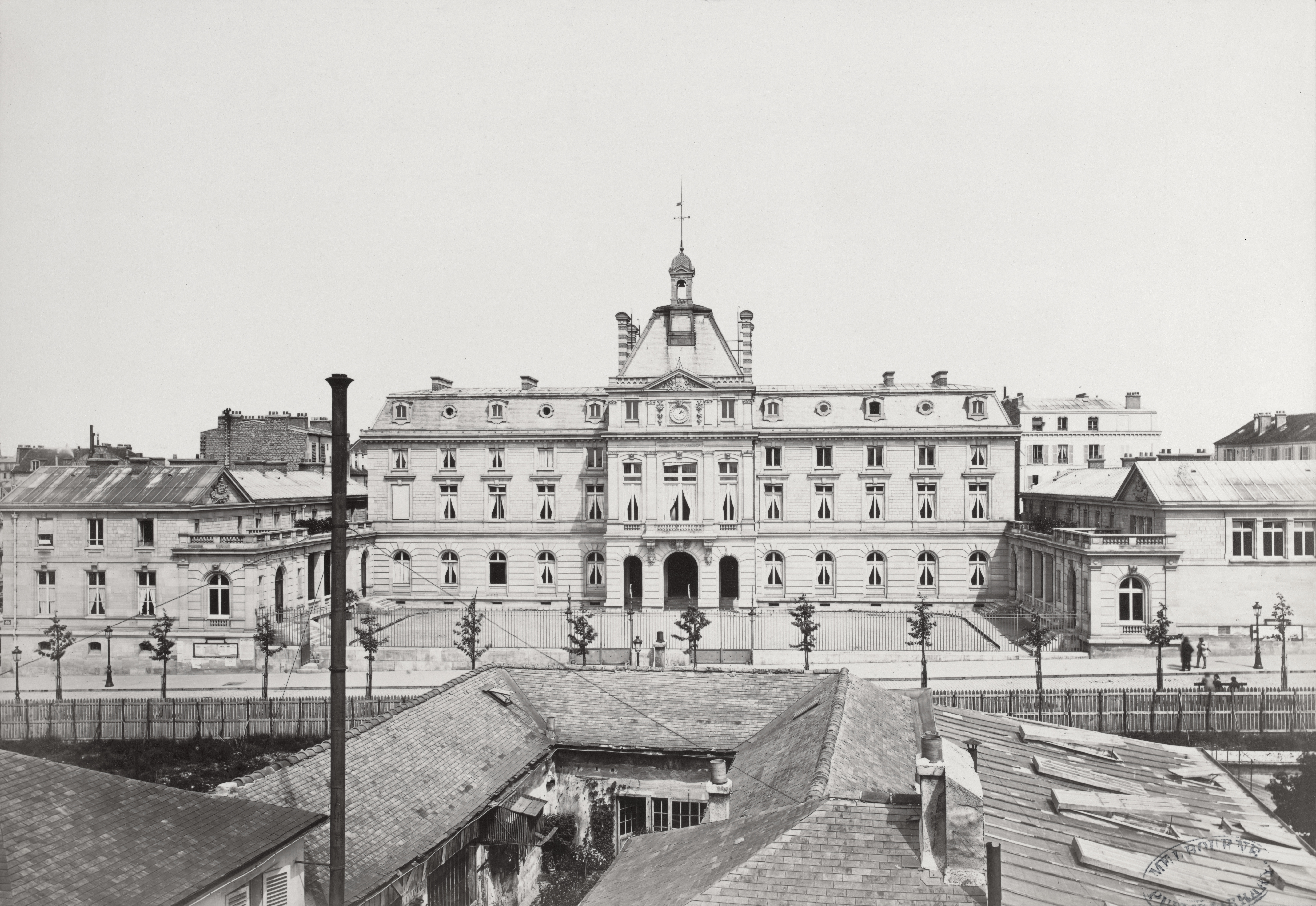
La mairie vers 1876-1879 (photographie de Charles Marville).

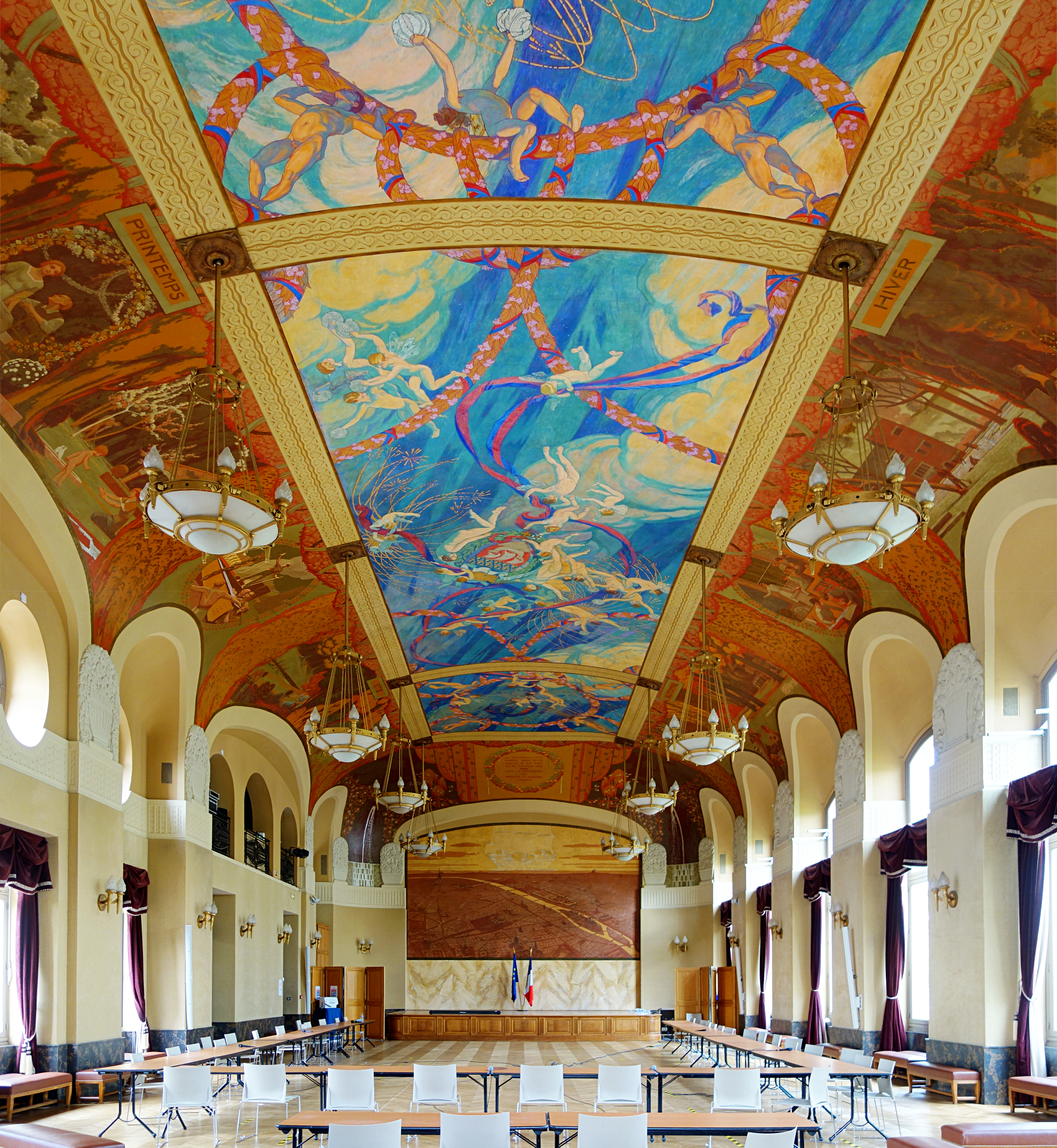
La salle des fêtes.

L'ancienne mairie de Grenelle se trouvait place du Commerce, au croisement avec la rue Violet. L'édifice fut acquis par la municipalité de Grenelle en 1842.
L'actuel bâtiment fut construit par l'architecte Désiré Louis Henri Devrez (1824-1896) entre 1873 et 1876. En 1876, la mairie ne comprenait que la partie centrale, les deux ailes et le campanile ayant été ajoutés plus tard. La simplicité du projet a permis à Devrez de remporter une médaille d'or pour ce modèle de  mairie lors de l'Exposition universelle de 1878.
La salle des mariages lambrissée a été dessinée en 1886 par Ferdinand Humbert et Pierre Lagarde, qui ont réalisé les motifs allégoriques sur le plafond. 
Dès 1913, un projet d'agrandissement est confié à l'architecte Léon Jaussely, intégrant la surélévation de l'aile gauche et la reconstruction de l'aile droite.
Les deux ailes, plus récentes, contiennent les services de l'État-civil dans l'aile gauche ainsi que la salle du conseil municipal au rez-de-chaussée (la plus importante à Paris, restaurée en 1990). La décoration de la salle des fêtes au premier étage, de style Art Déco, est l'œuvre du peintre décorateur Henri Rapin, auteur des peintures des voûtes sur le thème des quatre saisons, du panneau du fond de la salle et des stucs décoratifs. Le peintre Octave Denis Victor Guillonnet a réalisé la partie centrale du plafond. Les travaux sont achevés en 1928 et la salle est inaugurée en 1929   
. La salle des fêtes est classée Édifice labellisé « Patrimoine du XXe siècle » de Paris.
La salle des fêtes dans sa totalité, décor, façades et toitures de l'aile droite abritant cette salle, bénéficie d'une inscription par arrêté du 6 avril 2011 au registre des monuments historiques.